# La Boissière-du-Doré
La Boissière-du-Doré è un comune francese di 904 abitanti situato nel dipartimento della Loira Atlantica nella regione dei Paesi della Loira.

## Società

### Evoluzione demografica
Abitanti censiti